# Adenocarpus hispanicus
Adenocarpus hispanicus là một loài thực vật có hoa trong họ Đậu. Loài này được (Lam.) DC. miêu tả khoa học đầu tiên.

## Phân bố
Adenocarpus hispanicus là loài đặc hữu của Tây Ban Nha.

## Miêu tả
Loài này có chiều cao 4 mét, lá dài từ 25–7.5 milimét.